# Фута Торо
Имама́т Фу́та То́ро (араб. إمامة فوتة تورو‎) — западноафриканское теократическое государство носителей языка фула (фульбе и тукулёров), располагавшееся в средней долине реки Сенегал. Данный регион также известен как Фута-Торо или просто Фута. Следуя тенденции джихадов конца XVII-го и начала XVIII-го веков, религиозный лидер Сулейман Бал возглавил джихад в 1776 году. Его преемник, экспансионист Абдул Кадер, разгромил эмираты Трарза и Бракна, и после его смерти в 1806 году власть была децентрализована между несколькими семьями Тородбе. В середине XIX века Фута Торо угрожали империя Тукулёров и Франция, в конце концов государство было уничтожено в 1859 году. К 1860-м годам власть алмамов стала чисто формальной, в 1868 году эпидемия холеры унесла жизни четверти населения некогда могущественного государства.

## Истоки
Фута Торо являет собой пашни по обеим сторонам реки Сенегал. Люди в данном регионе говорят на пулар, диалекте языка фула, распространённом в Западной Африке от Сенегала до Камеруна. Они определяют себя по языку, называя себя Haalpulaar’en (досл. те, кто говорит на пулар). Также они известны как тукулёры, чьё название происходит от древнего государства Текрур. С 1495 по 1776 страна была частью империи Фуло. Лидерами империи был клан народа фульбе не-исламского вероисповедания, управлявший большей частью Сенегала.

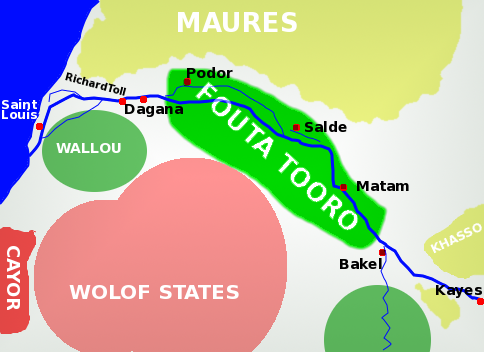
Государства нижней части долины реки Сенегал, около 1850 года.

Группа мусульманских учёных, называемых тородбе, по-видимому, возникла в регионе Фута-Торо, а затем они распространились по всей территории народа фульбе. Два клана тородбе в Фута утверждали, что они происходят от родственника одного из сподвижников Мухаммеда, жившего в седьмом веке и входившего в группу захватчиков Фута. Вполне возможно, что тородбе уже были отдельной группой, когда армия Фуло завоевали Фута.
В последней четверти XVII века мавританский реформатор племени «завайя» по имени Насир ад-Дин начал джихад, чтобы «восстановить чистоту религиозных обрядов в Фута Торо». Он заручился поддержкой клерикальных кланов тородбе в борьбе со своими врагами, но к 1677 году движение было разгромлено. После этого поражения часть тородбе мигрировала на юг, в государство Бунду, в то время как часть продолжила путь в Фута-Джаллон. Крестьяне Фута-Торо продолжали страдать от нападений кочевников из Мавритании. К XVIII веку среди преимущественно мусульманских низших слоёв населения росло недовольство отсутствием защиты от этих нападений.

## Джихад

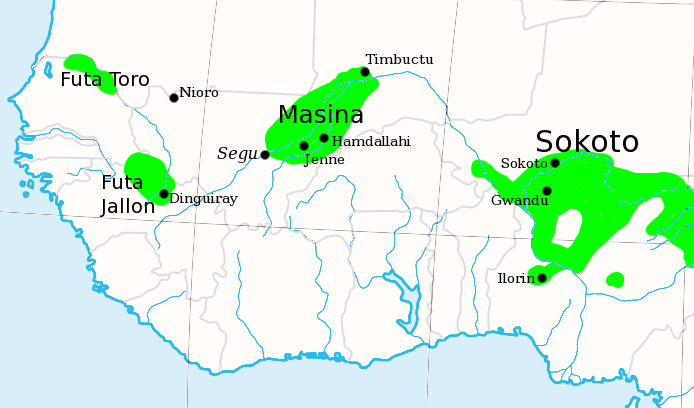
Государства созданные во время джихада фула в Западной Африке, около 1830 года.

В 1726 или 1727 году Карамохо Альфа возглавил джихад в Фута-Джаллоне на юге, что привело к образованию Имамата Фута-Джаллона. За этим последовал джихад в Фута Торо между 1769 и 1776 годами под руководством Сулеймана Бала. В 1776 году тородбе свергли правящую династию империи Фуло. Сулейман умер в 1776 году, и ему наследовал Абдул Кадер, учёный, учитель и судья, который получил образование в государстве Кайор.
Абдул Кадер стал первым правителем, с титулом алмами, теократического государства Фута Торо. Он поощрял строительство мечетей и проводил агрессивную политику по отношению к своим соседям. Тородбе запретили торговлю рабами на реке. В 1785 году они добились от французов согласия прекратить торговлю мусульманскими рабами и платить таможенные пошлины государству. Абдул Кадер разгромил эмираты Трарза и Бракна на севере, но он был разбит и взят в плен, когда около 1797 года он напал на государства волофов Кайор и Ваало, которым помогли французы. После своего освобождения импульс джихада был утрачен. К моменту смерти Абдул Кадера в 1806 году в государстве доминировали несколько элитных семей тородбе.

## Управление
Имамат являлся теократической монархией, в которой глава государства был одновременно духовным и политическим лидером с титулом алмами. Он избирался закрытым кругом лиц из небольшого количества знатных родов, и лишь две семьи могли претендовать на руководящий пост: семья Вейн из Мбумбы и семья Ли из Джаабы. Данный институт сохранился в Фута-Торо и в XIX веке, однако со временем данный пост стал играть более формальную роль.
Официально государством управляли алмами, но фактический контроль находился в руках местных вождей центральных провинций, которые владели значительными землями, поданными и рабами. Борьба между группировками знати и лицами, имеющими право на участие в выборах, ещё больше ускорила упадок имамата. В середине XIX века Фута-Торо оказалось в сфере интересов Франции и активным проводником французской политики был генерал-губернатор Луи Федерб. Имамат в это время был разделён на три части. В центральном регионе располагался законно избранный алмами, которому подчинялся совет из 18 старейшин. Запад, называемый регионом Торо, управлялся лицом с титулом лам-торо. Восточным регионом, называемым Фута Дамга, теоретически управлял вождь с титулом эль-феки, но на практике он обладал лишь номинальной властью. Формально имамат просуществовал до конца XX-го века.

## Упадок
Эль-Хадж Омар, уроженец Торо, начал джихад в 1852 году. Его войскам удалось закрепиться в ряде регионов Судана к востоку от Фута-Торо, но французы под командованием Луи Федерба помешали ему включить имамат в состав своей империи.
Для достижения своих целей Омар активно вербовал людей в Сенегамбии, особенно на своей Родине. Процесс вербовки достиг своей кульминации в 1858 и 1859 годах. Это привело к ещё большему подрыву власти алмами. Авторитет региональных вождей, и особенно выборщиков, был подорван гораздо меньше, чем у алмами. Некоторые из этих лидеров стали полностью независимыми и самостоятельно отбивались от французов и Эль-Хадж Омара. В результате алмами и вожди стали всё больше полагаться на поддержку Франции. В 1857 году Омар потерпел поражение от французов при Медине, потеряв доступ к Фута-Торо.
Имамат был аннексирован Францией в 1859 году, хотя к этому моменту он уже длительное время находился в сфере влияния Франции. В 1860 году Омар заключил договор с французами, в котором признал их власть в Фута-Торо, в то время как за ним были признаны Каарта и город Сегу. В 1860-х годах алмами Фута Торо был Абдул Бубакар, но его власть была номинальной. В июне 1864 года мавры и племя «босейя» народа фульбе совместно разграбили торговые баржи, оказавшиеся на мели близ Сальде на востоке, что вызвало жестокие ответные меры со стороны Франции против обеих групп.
В 1868 году регион поразила эпидемия холеры, унёсшая жизни примерно четверти населения Фута Торо. Опустошение вызвало религиозное возрождение во главе с шейхом Амаду Ба, который угрожал власти традиционной аристократии. Французы поддерживали местных властителей в их борьбе, к тому моменту воины шейха уже начали нападать на французские суда, проходившее мимо Подора. В 1870 году французская экспедиция оттеснила войска Амаду Ба сначала в центральную Фута, а затем в царство Джолоф.
Французы обычно поощряли таких влиятельных людей, как Абдул Бокар Кан из Боссеи, Ибра Вейна из Лоу и Самбу Умахани из Торо, когда они нападали на караваны в регионе, поскольку надеялись, что это предотвратит миграцию из региона в новое государство Эль-Хадж Омара. Однако страх перед продолжающейся миграцией мусульман побудил военные власти в 1890 году ликвидировать оставшихся клиентов Франции. Последний алмами Абдул Бакар бежал, но был убит в августе 1891 года берберами Мавритании, что позволило французам укрепить свой полный контроль над регионом.